# Wang Ching-feng
Dans ce nom chinois, le nom de famille, Wang, précède le nom personnel Ching-feng.
Wang Ching-feng (en chinois : 王清峰), née le 1er janvier 1952 à Tainan (Taïwan), est une femme politique taïwanaise. Elle est ministre de la Justice entre 2008 et 2010. 